# Francia festők listája
Ez az ismertebb francia festőművészek listája.
| Ábécé szerinti tartalomjegyzék                      |
| --------------------------------------------------- |
| A B C D E F G H I J K L M N O P Q R S T U V W X Y Z |

## A
- Alfred Agache (1843–1915)
- Amar Amarni (1973–)
- Jules André (1804–1869)
- Louis Anquetin (1861–1932)

## B
- Marie Bashkirtseff (Marija Baskirceva), (1860–1884), orosz–francia festő
- Jules Bastien-Lepage (1848–1884)
- Émile Bayard (1837–1891), francia festő, illusztrátor
- Jean Béraud (1849–1935)
- Émile Bernard (1868–1941)
- Pierre Bonnard (1867–1947)
- François Boucher (1703–1770)
- William-Adolphe Bouguereau (1825–1905)
- Georges Braque (1882–1963)
- Pierre Brissaud (1885–1964), francia festő, illusztrátor
- Alekszandr Pavlovics Brjullov (1798–1877) francia származású orosz festő
- Karl Pavlovics Brjullov (1799–1852) francia származású orosz festő (testvérek)
- Étienne Buffet (1866–1948)

## C
- Alexandre Cabanel (1823–1889)
- Gustave Caillebotte (1848–1894)
- Jacques Callot (1592–1635), festő, grafikus
- Jean-Baptiste Carpeaux (1827–1875)
- Paul Cezanne (1839–1906)
- Marc Chagall (1887–1985) orosz származású
- Jean-Baptiste Siméon Chardin (1692–1779)
- Philippe de Champaigne (1602–1674)
- Pierre Puvis de Chavannes (1824–1898)
- Jean Cocteau (1889–1963)
- Fernand Cormon (1845–1924)
- Jean-Baptiste Camille Corot (1796–1875)
- Pierre Auguste Cot (1837–1883)
- Gustave Courbet (1819–1877)
- Henri-Edmond Cross (1856–1910)

## D
- Charles-François Daubigny (1817–1878)
- Honoré Daumier (1808–1879)
- Jacques-Louis David (1748–1825)
- Jean-Baptiste Debret (1768–1848)
- Michel De Caso (1956–)
- Pierre Puvis de Chavannes (1824–1894)
- Edgar Degas (1834–1917)
- Eugène Delacroix (1798–1863)
- Paul Delaroche (1797–1856)
- Robert Delaunay (1885–1941)
- Sonia Delaunay (1885–1979)
- Maurice Denis (1870–1943)
- André Derain (1880–1954)
- Edouard Detaille (1847–1912)
- Narcisse Virgilio Díaz de la Peña (1808–1876)
- Paul Dirmeikis (1954–)
- Gustave Doré (1832–1883)
- Jean Dubuffet (1901–1985)
- Marcel Duchamp (1887–1968)
- Suzanne Duchamp-Crotti (1889–1963)
- Raoul Dufy (1877–1953)
- Jules Dupré (1811–1899)

## F
- Alexandre Falguière (1831–1900) festő, szobrász
- Henri Fantin-Latour (1836–1904)
- Georges Feher, (1929–2015) magyar–francia festő
- Auguste Feyen-Perrin (1826–1888)
- Jean Fouquet (1425–1481)
- Földes Péter Mihály (1923–1977)
- Jean-Honoré Fragonard (1732–1806)

## G
- Claude Ferdinand Gaillard (1834–1887)
- Antonio de la Gandara (1861–1917)
- Paul Gauguin (1848–1903)
- Paul Gavarni (1804–1866)
- François Gérard (1770–1837)
- Théodore Géricault (1791–1824)
- Jean-Léon Gérôme (1824–1904)
- Eva Gonzalès (1849–1883),
- Jean Gorin (1899–1981)
- Jean-Baptiste Greuze (1725–1805)
- Antoine-Jean Gros (1771–1835)
- Pierre-Narcisse Guérin (1774–1833)
- Albert Guillaume (1873–1942), festő, karikaturista
- Constantin Guys (1802–1892), rajzoló, akvarellista

## H
- Louis Hayet (1864–1940)
- Jeanne Hébuterne (1898–1920)
- Jean-Jacques Henner (1829–1905)
- Louis Hersent (1777–1860)

## I
- Jean Auguste Dominique Ingres (1780–1867)
- Eugène Isabey (1803–1886)

## J
- Claude Jacquand (1805–1878)
- Charles Jacque (1813–1894)

## K
- Moïse Kisling (1891–1953)
- Yves Klein (1928–1962), francia-svájci

## L
- Georges de La Tour (1593–1652)
- Adelaide Labille-Guiard (1749–1803), arcképfestő
- Georges Lacombe (1868–1916)
- Lahner Emil (1893–1980)
- Nicolas Lancret (1690–1743)
- Nicolas de Largillière (1656–1746)
- Charles Le Brun (1619–1690)
- Louise Élisabeth Vigée Le Brun (1755–1842)
- Jules Joseph Lefebvre (1836–1911)
- Fernand Léger (1881–1955)
- Henri Lehmann (1814–1882)
- André Lhote (1885 –1962)
- Henri Le Sidaner (1862–1939)
- Jean-Étienne Liotard (1702–1789)
- Claude Lorrain (1600–1682)
- Maximilien Luce (1858–1941)

## M
- Aristide Maillol (1861–1944)
- Édouard Manet (1832–1883)
- Henri-Jean Guillaume Martin (1860-1943)
- Henri Matisse (1869–1954)
- Ksenia Milicevic (1942–)
- Jean-François Millet (1814–1875)
- Claude Monet (1840–1926)
- Gustave Moreau (1826–1898)
- Berthe Morisot (1841–1895)

## N
- Charles-Joseph Natoire (1700–1777)
- Jean-Marc Nattier (1685–1766)

## O
- Isaac Oliver (1560–1617)

## P
- Jules Pascin (1885–1930)
- Gen Paul (1898–1975)
- Antoine Pevsner (1884–1962)
- Francis Picabia (1879–1953)
- Camille Pissarro (1884–1962)
- Serge Poliakoff (1906–1969)
- Nicolas Poussin (1594–1665)
- Pierre-Paul Prud’hon (1758–1823)
- Pierre Puget (1830–1903)

## Q
- Carmelo Arden Quin (1913–2010)

## R
- Paul Ranson (1864–1909)
- Odilon Redon (1840–1916)
- Henri Regnault (1843–1871)
- Pierre-Auguste Renoir (1841–1919)
- Pierre R. Renoir (1958–) francia születésű kanadai festő és gravírozó művész
- Édouard Riou (1833–1900)
- Georges Rouault (1871–1958)
- Henri Rousseau (1844–1910)
- Théodore Rousseau (1812–1867)
- Ker-Xavier Roussel (1867–1944)

## S
- Ary Scheffer (1795–1858)
- Séraphine de Senlis (1864–1942)
- Paul Sérusier (1864–1927)
- Georges Seurat (1859–1891)
- Paul Signac (1863–1935)
- Alfred Sisley (1839–1899)
- Chaim Soutine (1893–1943)
- Nicolas de Staël (1914–1955)
- Szenes Árpád (1897–1985)

## T
- Yves Tanguy (1900–1955)
- Nyikolaj Alekszandrovics Tarhov (1871–1930)
- François Louis Thomas (1772–1839)
- Henri de Toulouse-Lautrec (1864–1901)
- Trauner Sándor (1906–1993)
- Clovis Trouille (1889–1975)
- Constant Troyon (1810–1865)
- Tsugouharu Foujita (1886–1968)

## U
- Maurice Utrillo (1883–1955)

## V
- Suzanne Valadon (1865–1938)
- Georges Valmier (1705–1765)
- Charles-André van Loo (1705–1765)
- Claude Joseph Vernet (1714–1789)
- Horace Vernet (1798–1863)
- Jacques Villon (1875–1963)
- Maurice de Vlaminck (1876–1968)
- Édouard Vuillard (1868–1940)

## W
- Louis Etienne Watelet (1780–1866)
- Jean-Antoine Watteau (1684–1721)

## Külső hivatkozások
- Artcyclopedia